# Карлос Вела
Карлос Алберто Вела Гаридо (на испански: Carlos Alberto Vela Garrido) е бивш мексикански професионален футболист.

## Кариера
Започва да се състезава с младежкия отбор на Чивас Гуадалахара, от където е закупен за 125 хиляди паунда от Арсенал. Прекарва три години под наем в испански отбори преди да е извикан обратно в представителния отбор на Арсенал.